# Barnabas Imenger
Barnabas Imenger Shikaan (ur. 15 maja 1971, zm. 22 marca 2021 w Abudży) – nigeryjski piłkarz występujący podczas kariery na pozycji pomocnika.

## Kariera klubowa
Podczas kariery piłkarskiej występował w klubie Lobi Stars.

## Kariera reprezentacyjna
W 1995 roku pojechał z reprezentacją Nigerii na Puchar Konfederacji. Na tym turnieju Nigeria zajęła czwarte miejsce, a Imenger wystąpił w meczu o trzecie miejsce z Meksykiem.